# Aeroportul Juwata
Aeroportul Juwata (IATA: TRK, ICAO: WAQQ) este un aeroport din Tarakan, Kalimantan de Est, North Kalimantan⁠(d), Indonezia ce deservește zona Tarakan, Kalimantan de Est. Aeroportul a fost tranzitat în 2018 de 1.030.222 de pasageri.
Situat la o altitudine de 8 m, aeroportul dispune de o singură pistă. Este operat de Ministry of Transportation⁠(d).